# ナロン川
ナロン川（ナロンがわ、Río Nalón）は、スペイン・アストゥリアス州を流れる河川。

## 地理
長さは138kmであるが、河口部も考慮した長さは153kmである。アストゥリアス州のみを流れる河川としては最も長い。流域面積は3,692km2。アストゥリアス州カソに端を発する。ソト・デ・バルコで大西洋のビスケー湾に注いでいる。河口部はとても川幅が広くなっている。流域は石炭の埋蔵量が多い。河口の3km東にはアストゥリアス空港がある。

## 支流

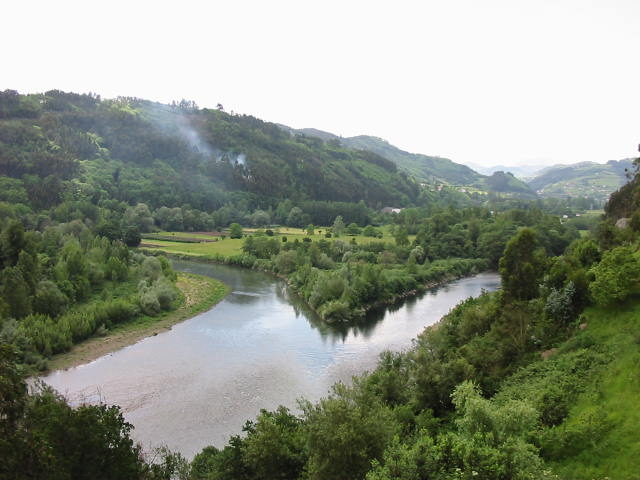
支流のナルセア川

- ナルセア川（英語版） - 長さは97km。最大の支流。
- カウダル川 - 18km。
- トルビア川 - 46km。
- クビア川 - 41km。
- サム川 - 16.5km。
- アラングイン川 - 20km。
- ノラ川（英語版） - 67km。
- オルレ川 - 11km。